# Takaaki Tokushige
Takaaki Tokushige (徳重 隆明 Tokushige Takaaki?, nacido el 18 de febrero de 1975 en Kagoshima) es un exfutbolista japonés. Jugaba de centrocampista y su último club fue el Nagoya SC de Japón.

## Trayectoria

### Clubes
| Club             | País  | Año         |
| ---------------- | ----- | ----------- |
| Denso            | Japón | 1993 - 2001 |
| Cerezo Osaka     | Japón | 2002 - 2006 |
| Kyoto Sanga FC   | Japón | 2007 - 2008 |
| Tokushima Vortis | Japón | 2009 - 2012 |
| Nagoya SC        | Japón | 2013 - 2014 |

## Estadística de carrera

### J. League
| Club             | Año   | J. League | J. League | Copa J. League | Copa J. League | Total | Total |
| Club             | Año   | Part.     | Goles     | Part.          | Goles          | Part. | Goles |
| ---------------- | ----- | --------- | --------- | -------------- | -------------- | ----- | ----- |
| Cerezo Osaka     | 2002  | 20        | 1         | -              | -              | 20    | 1     |
| Cerezo Osaka     | 2003  | 22        | 7         | 2              | 1              | 24    | 8     |
| Cerezo Osaka     | 2004  | 24        | 3         | 5              | 0              | 29    | 3     |
| Cerezo Osaka     | 2005  | 17        | 0         | 0              | 0              | 17    | 0     |
| Cerezo Osaka     | 2006  | 19        | 1         | 6              | 1              | 25    | 2     |
| Kyoto Sanga FC   | 2007  | 45        | 8         | -              | -              | 45    | 8     |
| Kyoto Sanga FC   | 2008  | 15        | 0         | 4              | 1              | 19    | 1     |
| Tokushima Vortis | 2009  | 50        | 12        | -              | -              | 50    | 12    |
| Tokushima Vortis | 2010  | 31        | 4         | -              | -              | 31    | 4     |
| Tokushima Vortis | 2011  | 28        | 3         | -              | -              | 28    | 3     |
| Tokushima Vortis | 2012  | 20        | 1         | -              | -              | 20    | 1     |
| Total            | Total | 291       | 40        | 17             | 3              | 308   | 43    |